# Tylophora heterophylla
Tylophora heterophylla är en oleanderväxtart som beskrevs av Achille Richard. Tylophora heterophylla ingår i släktet Tylophora och familjen oleanderväxter. Inga underarter finns listade i Catalogue of Life.